# Беззубницы
Беззубницы (лат. Cardioglossa) — род бесхвостых земноводных из семейства пискуний.

## Описание
Общая длина представителей этого рода колеблется от 2 до 4 см. Встречаются вблизи ручьёв в равнинных и горных лесах на высоте до 2700 м над уровнем моря.

## Распространение
Обитают в Западной и Центральной Африке, с наибольшим видовым разнообразием в Камеруне.

## Классификация
На январь 2023 года в род включают 18 видов:
- Cardioglossa alsco Herrmann et al., 2004
- Cardioglossa annulata Hirschfeld et al., 2015
- Cardioglossa congolia Hirschfeld et al., 2015
- Cardioglossa cyaneospila Laurent, 1950 — Заирская беззубница
- Cardioglossa elegans Boulenger, 1906 — Элегантная беззубница
- Cardioglossa escalerae Boulenger, 1903 — Экваториальная беззубница
- Cardioglossa gracilis Boulenger, 1900 — Стройная беззубница
- Cardioglossa gratiosa Amiet, 1972 — Грациозная беззубница
- Cardioglossa inornata Laurent, 1952 — Скромная беззубница
- Cardioglossa leucomystax (Boulenger, 1903) — Светло-серая беззубница
- Cardioglossa melanogaster Amiet, 1972 — Тёмнобрюхая беззубница
- Cardioglossa nigromaculata (Nieden, 1908) — Чёрнопятнистая беззубница
- Cardioglossa occidentalis Blackburn et al., 2008
- Cardioglossa oreas Amiet, 1972 — Камерунская беззубница
- Cardioglossa pulchra Schiøtz, 1963 — Изящная беззубница
- Cardioglossa schioetzi Amiet, 1982 — Беззубница Шьётца
- Cardioglossa trifasciata Amiet, 1972 — Трёхполосая беззубница
- Cardioglossa venusta Amiet, 1972 — Ядовитая беззубница